# 鄭恭 (嘉靖乙丑進士)
鄭恭（1527年—？），字篤卿，號羞斋，福建鎮海衛六鰲千戶所人，軍籍，明朝政治人物。

## 生平
嘉靖四十三年（1564年）甲子科順天府鄉試第一百三十名舉人。嘉靖四十四年（1565年）聯捷乙丑科三甲第二十二名進士。户部观政，本年六月授吉安府推官，隆慶二年（1568年）六月升刑部主事，六年七月升员外，万历二年（1574年）正月升郎中，三年十一月升广东参议，六年八月升云南副使，八年正月致仕。

## 家族
曾祖鄭祿，曾任壽官；祖父鄭壅；父鄭廷憲，庠生、累赠员外。母蔡氏，累赠宜人。兄思敬、弟思聪。